# Hontalbilla
Hontalbilla es un municipio y localidad española de la provincia de Segovia, en la comunidad autónoma de Castilla y León. El término municipal tiene una población de 299 habitantes (INE 2024).

## Toponimia
El nombre actual se deriva ya ha evolucionado del término original Fuente Albilla (fuente blanquilla o fuente blanca). En 1184, aparece la localidad como Fontalvella; en el reparto de 1247 es citada como Fuent Alviella del Pinar agregada en el archidiaconato cuellarano; pero desde el siglo XVI se menciona ya como Hontalbilla. Ha sido conocida también como Hontalbilla de las Olmas por la cantidad de grandes olmos como en otros municipios de la comarca. Hasta 1897 es mencionado en algunos registros de población como Ontalvilla. Todavía se encuentra en antiguos documentos el uso de la «v» por la confusión de pensar que proviene de la palabra villa. Así ocurre, por ejemplo, en el cancionero de Agapito Marazuela donde se recoge el Canto de Ontalvilla.

## Geografía

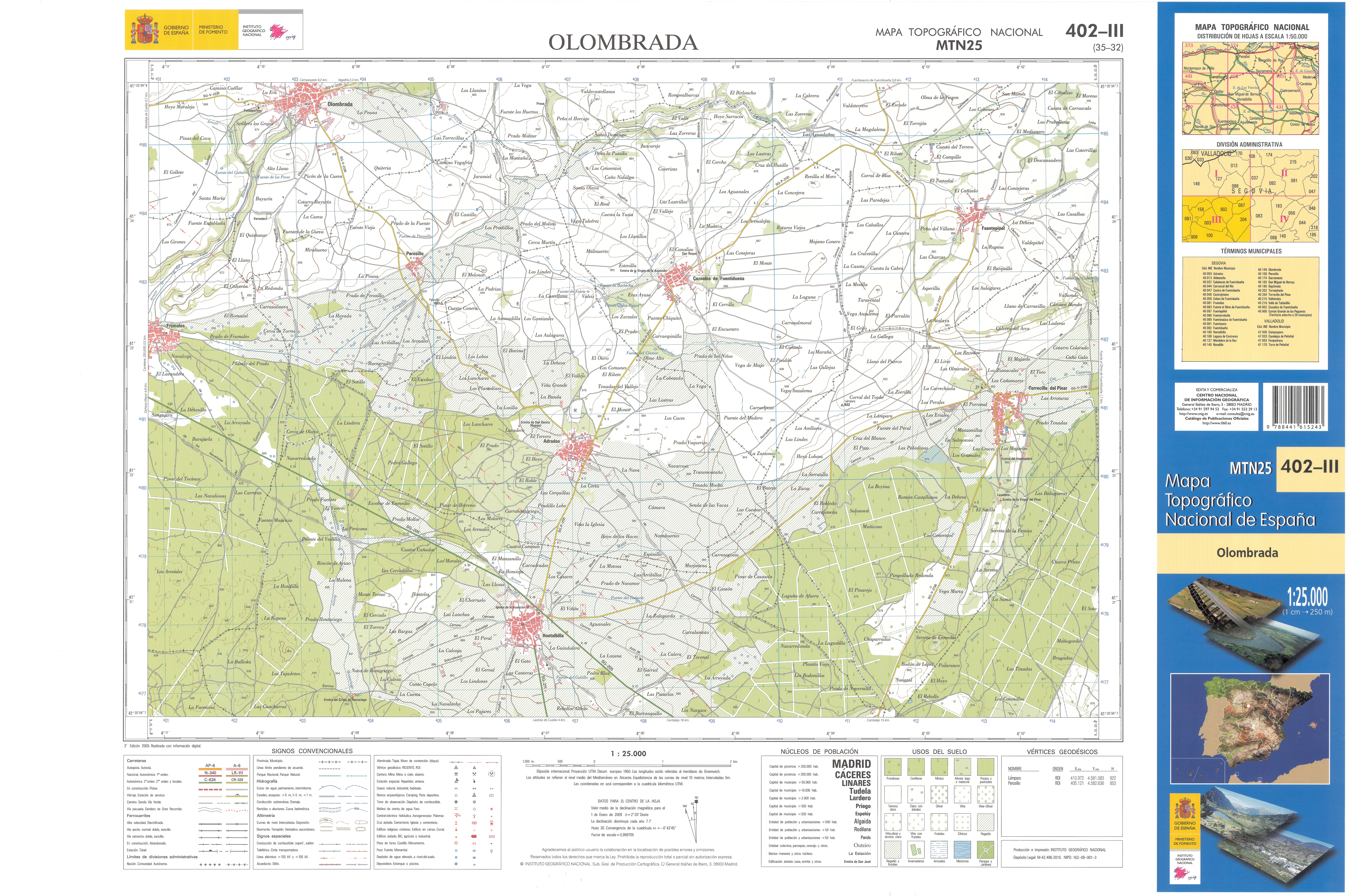
Fragmento de la hoja 402 del Mapa Topográfico Nacional de España de 2009 en el que se representa parte de Hontalvilla

Perteneció a la Comunidad de Villa y Tierra de Cuéllar, dentro de la cual era cabeza del sexmo que llevaba su propio nombre.
La localidad de Hontalbilla se encuentra equidistante de la villa de Cuéllar y la ciudad de Cantalejo, a unos 19 km de cada una, en el recorrido de la carretera C-112 que une Toro con Riaza. Pertenece al partido judicial de Cuéllar. Hontalbilla está situada entre Adrados y Lastras de Cuéllar, en la carretera que va desde Segovia a Peñafiel. Pertenece a la comarca de La Churrería.
Hontalbilla se encuentra situada en la zona central de la península ibérica, en el norte de la provincia de Segovia, a 888 m sobre el nivel del mar. Tiene una superficie de 38,36 km².
| Noroeste: Perosillo | Norte: Adrados          | Noreste: Adrados     |
| Oeste: Frumales     |                         | Este: Fuentidueña    |
| Suroeste: Cuéllar   | Sur: Lastras de Cuéllar | Sureste: Fuentidueña |

### Clima
El clima de Hontalbilla es mediterráneo continentalizado, como consecuencia de la elevada altitud y su alejamiento de la costa, sus principales características son:
La temperatura media anual es de 11,50 °C con una importante oscilación térmica entre el día y la noche que puede superar los 20 °C. Los inviernos son largos y fríos, con frecuentes nieblas y heladas, mientras que los veranos son cortos y calurosos, con máximas en torno a los 30 °C, pero mínimas frescas, superando ligeramente los 13 °C.[cita requerida]
Las precipitaciones anuales son escasas (514,10 mm) pero se distribuyen de manera relativamente equilibrada a lo largo del año excepto en el verano que es la estación más seca (82,20 mm). Las montañas que delimitan la meseta retienen los vientos y las lluvias, excepto por el oeste, donde la ausencia de grandes montañas abre un pasillo al océano Atlántico por el que penetran la mayoría de las precipitaciones que llegan a Hontalbilla.[cita requerida]
| Precipitaciones por estación (mm) |        |        |          |        |
| Primavera                         | Verano | Otoño  | Invierno | TOTAL  |
| 153,50                            | 72,80  | 149,40 | 153,90   | 529,80 |

En la Clasificación climática de Köppen se corresponde con un clima Csb (oceánico mediterráneo), una transición entre el Csa (mediterráneo) y el Cfb (oceánico) producto de la altitud. A diferencia del mediterráneo presenta un verano más suave, pero al contrario que en el oceánico hay una estación seca en los meses más cálidos.
| Parámetros climáticos promedio de Hontalbilla 1961-2003                                                                           | Parámetros climáticos promedio de Hontalbilla 1961-2003 | Parámetros climáticos promedio de Hontalbilla 1961-2003 | Parámetros climáticos promedio de Hontalbilla 1961-2003 | Parámetros climáticos promedio de Hontalbilla 1961-2003 | Parámetros climáticos promedio de Hontalbilla 1961-2003 | Parámetros climáticos promedio de Hontalbilla 1961-2003 | Parámetros climáticos promedio de Hontalbilla 1961-2003 | Parámetros climáticos promedio de Hontalbilla 1961-2003 | Parámetros climáticos promedio de Hontalbilla 1961-2003 | Parámetros climáticos promedio de Hontalbilla 1961-2003 | Parámetros climáticos promedio de Hontalbilla 1961-2003 | Parámetros climáticos promedio de Hontalbilla 1961-2003 | Parámetros climáticos promedio de Hontalbilla 1961-2003 |
| Mes | Ene.                                                    | Feb.                                                    | Mar.                                                    | Abr.                                                    | May.                                                    | Jun.                                                    | Jul.                                                    | Ago.                                                    | Sep.                                                    | Oct.                                                    | Nov.                                                    | Dic.                                                    | Anual                                                   |
| --- | ------------------------------------------------------- | ------------------------------------------------------- | ------------------------------------------------------- | ------------------------------------------------------- | ------------------------------------------------------- | ------------------------------------------------------- | ------------------------------------------------------- | ------------------------------------------------------- | ------------------------------------------------------- | ------------------------------------------------------- | ------------------------------------------------------- | ------------------------------------------------------- | ------------------------------------------------------- |
| Precipitación total (mm) | 53.10                                                   | 47.70                                                   | 39.70                                                   | 54.50                                                   | 59.30                                                   | 37.90                                                   | 18.80                                                   | 16.10                                                   | 35.60                                                   | 57.80                                                   | 56.00                                                   | 53.10                                                   | 529.80                                                  |
| Fuente: Ministerio de Agricultura, Alimentación y Medio Ambiente. Datos de precipitación para el periodo 1961-2003 en Hontalbilla |                                                         |                                                         |                                                         |                                                         |                                                         |                                                         |                                                         |                                                         |                                                         |                                                         |                                                         |                                                         |                                                         |

## Historia
De la importancia y calidad de los pinares del lugar en otras épocas dan buena muestra numerosas documentos históricos. A mediados del siglo XIX, se señalaba que el lugar «tiene un pinar negral grande y bueno, que produce para fábrica las mejores maderas que se conocen en el país». Se constata la existencia de la especie Pinus pinaster en el holoceno en el territorio que actualmente ocupa el municipio.
Hacia mediados del siglo XIX, el lugar tenía contabilizada una población de 502 habitantes. Aparece descrito en el noveno volumen del Diccionario geográfico-estadístico-histórico de España y sus posesiones de Ultramar de Pascual Madoz de la siguiente manera:

HONTALBILLA: l. con ayunt. de la prov, y dióc. de Segovia (8 leg.), part. jud. de Cuellar (3), aud. terr. y c. g. de Madrid (22). sit. en el llano de una pequeña subida, le combaten bien los vientos; y su clima es frio, padeciéndose por lo comun, tercianas y cuartanas. Tiene 17 casas distribuidas en 5 calles y una plaza, casa de ayunt. en la que está la cárcel; escuela de instruccion primaria comun á ambos sexos, á la que concurren 40 alumnos, que se hallan á cargo de un maestro dotado con 1,100 rs., una fuente de buenas aguas de las que se utilizan los vecinos para sus usos y una igl. parr. (San Pedro en Cátedra), servida por un párroco; cuyo curato es de segundo ascenso y de provision real y ordinaria; hay 2 ermitas arruinadas y un cementerio, en parage que no ofende la salud pública. El térm. confina N. Adrados; E. Torrecillas; S. La Lastra, y O. Frumales y la Aldehuela: se estiende 3/4 de leg. de N. á S. y 1 de E. á O., y comprende un desp. titulado Hontariego, sobre cuyas ruinas se han edificado varios corrales cubiertos que sirven de abrigo á los ganados; un pinar negral grande y bueno, que prod. para fáb., las mejores maderas que se conocen por el pais, y un prado de yerba para los ganados del pueblo. El terreno es de segunda y tercera calidad. caminos: los que dirigen á los pueblos limítrofes y el que va á la ribera del Duero que cruza por el mismo l. El correo se recibe de Cuellar, 3 veces á la semana, por carga concejil. prod.: trigo, cebada, centeno, avena, garbanzos, muelas y rubia; mantiene ganado lanar, vacuno, cabrio, mular y yeguar, cria caza de liebres. ind.: la agrícola. comercio: está reducido á 2 tiendas de comestibles y esportacion de lo sobrante. pobl.: 132 vec., 502 alm. cap. imp.: 88,034 rs. contr.: segun el cálculo general y oficial de la prov. 20'72 por 100. El presupuesto municipal asciende á 3,000 rs., que se cubren con el producto de propios.
(Madoz, 1847, p. 219)

## Demografía
Cuenta con una población de 299 habitantes (INE 2024).
| Gráfica de evolución demográfica de Hontalbilla entre 1842 y 2021 |
| |
| Población de derecho según los censos de población del INE Población de hecho según los censos de población del INEEn estos censos se denominaba Ontalvilla: 1842, 1857, 1860, 1877 y 1887 |

## Administración y política
| Periodo   | Nombre                                                              | Partido   |
| --------- | ------------------------------------------------------------------- | --------- |
| 1979-1983 | Ángel de Frutos Delgado                                             | UCD       |
| 1983-1987 | Juana Borrego Izquierdo                                             | AP-PDP-UL |
| 1987-1991 | Alfredo Garrido García                                              | UC-CDS    |

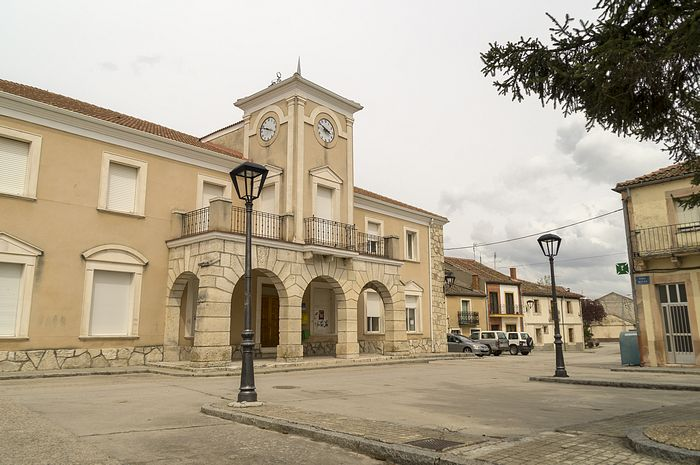
Casa consistorial

| 1991-1995 | José Felipe González Garrido                                        | PP        |
| 1995-1999 | Mariano Romero Sáinz                                                | PP        |
| 1999-2003 | Mariano Romero Sáinz (1999-2000) María Elia Gómez Huete (2000-2003) | PP        |
| 2003-2007 | María Elia Gómez Huete                                              | PP        |
| 2007-2011 | Joaquín Torres Merino (2007) Marta Calvo Miguel (2007-2011)         | PP        |
| 2011-2015 | Laura Benito Ruano                                                  | PP        |
| 2015-2019 | Mariano Tejedor Herrero (2015-2016)Laura Benito Ruano (2016-2019)   | PP        |
| 2019-2023 | Patricia Gozalo García                                              | PP        |
| 2023-act. | Marta Calvo Miguel                                                  | PP        |

## Cultura

### Fiestas
- Las fiestas grandes se celebran los días 14,15,16 y 17 de agosto en honor a San Roque y Nuestra Señora de la Asunción.
- Las patronales en honor a San Pedro en Cátedra el 22 de febrero.
- Romería en honor a Santo Cristo de Hontariego, que se celebra el tercer domingo de mayo.

### Leyenda del Tuerto Pirón
El Tuerto de Pirón era un bandolero nacido en el municipio de Santo Domingo de Pirón. Fernando Delgado Sanz, apodado el Tuerto de Pirón, robaba a los ricos, asaltaba iglesias y caminos, aunque no era común que subiera tanto al norte su banda si llegó a asaltar la iglesia de Hontalbilla por el valor de las joyas que guardaba.